# Maria Mandel
Maria Mandel   (Münzkirchen, 10 de gener de 1912 - Cracòvia, 24 de gener de 1948) va ser una guardiana de les SS nazis d'alt rang al camp d'extermini d'Auschwitz (Polònia). Va ser responsable de la mort d'unes 500.000 dones civils, aproximadament, entre elles jueves, gitanes i presoneres polítiques. Va ser executada pels seus crims contra la humanitat.

## Biografia

### Inicis com a guardiana
Nascuda a Münzkirchen, Àustria, va començar la seva carrera de zeladora de presons a Lichtenburg (Saxònia), l'any 1938. L'any 1939 va ser transferida al recentment construït camp de construcció de Ravensbrück, als afores de Berlin. El seu treball de seguida va impressionar als seus superiors, que la van promoure a SS-Oberaufseherin (Supervisora Sènior) al juliol de 1942. A Ravensbrück supervisava les trucades diàries dels presoners, les feines dels guàrdies comuns i ordenava càstigs.

### Mandel a Auschwitz
El 7 d'octubre de 1942 va ser transferida al camp d'Auschwitz (Polònia), on la van ascendir a SS-Lagerführerin (cap de camp), un càrrec de comandament subordinat al del cap del camp, Rudolf Höß. Va començar a controlar directament tots els camps i subcamps femenins d'Auschwitz i el poder sobre les presoneres i les seves subordinades era absolut.

### La Bèstia d'Auschwitz
D'acord amb els testimonis, un dels seus passatemps preferits era col·locar-se davant la porta de Bikernau, esperant que un dels presoners es girés per mirar-la. Qui ho feia, desapareixia i mai més era vist.
A Auschwitz, era coneguda com "la Bèstia" i durant dos anys es va dedicar a seleccionar els presoners que anaven a les cambres de gas. Tenia alguns preferits, fins que es cansava d'ells i els enviava a les cambres de gas.
Va ser la fundadora de la famosa orquestra d'Auschwitz, composta per presoners, que acompanyaven els recomptes diaris, les execucions, seleccions i transports. També va firmar ordres, enviant un nombre estimat de 500000 dones i nens a les càmeres dels camps d'Auschwitz I i II.

### Fugida de Dachau
El novembre de 1944, Maria Mandel va ser enviada cap al subcamp de Mühldorf, al camp de concentració de Dachau, on es va quedar fins a maig de 1945. Amb l'aproximació dels Aliats va fugir a través de les muntanyes del sud de Baviera cap a la seva ciutat natal, Münckirchen (Àustria), però la van interceptar durant el camí.

### Detenció i final dels seus dies
Va ser detinguda a Àustria el 10 d'agost de 1945 pels americans. Després de diversos interrogatoris, on va quedar constatada la seva intel·ligència i la seva especial dedicació al treball als camps de concentració, va ser extra editada a Polònia. El novembre de 1947, després de passar dos anys en custòdia dels Aliats, va ser jutjada per crims contra la humanitat en una cort de Cracòvia i sentenciada a mort. Va ser executada el 24 de gener de 1948, als 36 anys.